# Моренна гряда

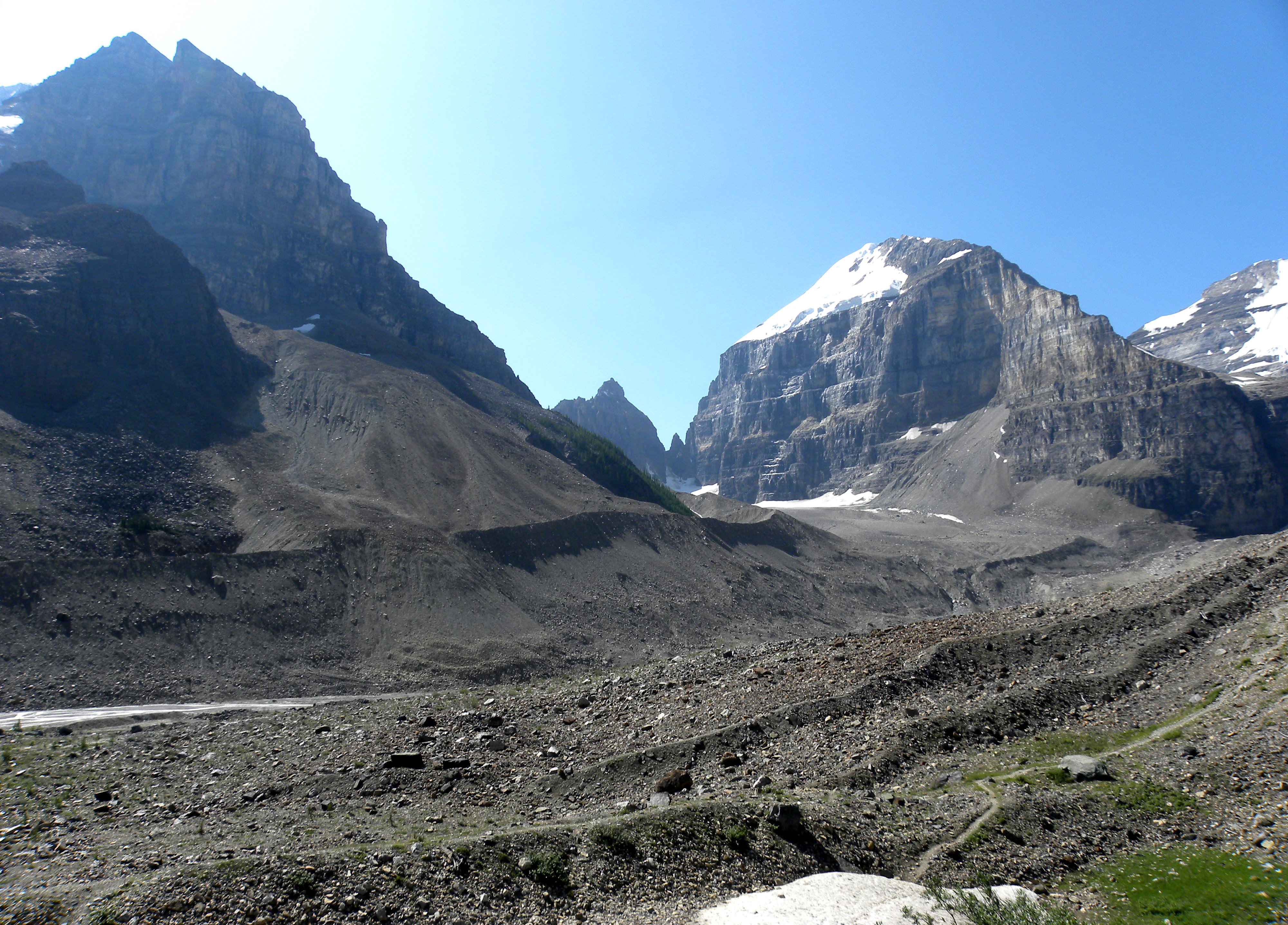
Морена на льодовику в провінції Альберта, Канада. Чітко простежується валоподібна моренна гряда.

Моренна гряда — валоподібне скупчення продуктів вивітрювання гірських порід, відкладених льодовиком. Може обрамлювати власне морену, розташовуватися вздовж тіла морени.